# شارلوت أوبين
شارلوت أوبين (بالإنجليزية: Charlotte Aubin)‏ (من مواليد 4 سبتمبر 1991 في مونتريال، كندا) هي ممثلة كندية.

## روابط خارجية
- شارلوت أوبين على موقع IMDb (الإنجليزية)
- شارلوت أوبين على موقع ألو سيني (الفرنسية)
- شارلوت أوبين على موقع قاعدة بيانات الفيلم (الإنجليزية)